# Keude Matang Glp Dua
Keude Matang Glp Dua is een bestuurslaag in het regentschap Bireuen van de provincie Atjeh, Indonesië. Keude Matang Glp Dua telt 1480 inwoners (volkstelling 2010).